# Tokarówka
Tokarówka – wieś w Polsce położona w województwie lubelskim, w powiecie krasnostawskim, w gminie Żółkiewka. Wieś położona przy drodze wojewódzkiej nr 837.
W latach 1975–1998 miejscowość administracyjnie należała do ówczesnego województwa zamojskiego.
Wieś stanowi sołectwo gminy Żółkiewka. Według Narodowego Spisu Powszechnego Ludności i Mieszkań (III 2011 r.) wieś miała 181 mieszkańców.
Wierni Kościoła rzymskokatolickiego należą do parafii św. Stanisława w Sobieskiej Woli.